# Liste der Nebenflüsse des Kalser Bachs
Die Liste der Nebenflüsse des Kalser Bachs führt alle Nebenflüsse des Kalser Bachs auf. Insgesamt münden 16 Flüsse direkt in den Kalser Bach, der ausschließlich im Gemeindegebiet von Kals am Großglockner, Bezirk Lienz (Osttirol) fließt. Gemessen an ihrem Einzugsgebiet sind Ködnitzbach, Lesachbach und Teischnitzbach die mit Abstand größten Nebenflüsse des Kalser Bachs. Von den Nebenflüssen weisen Lesachbach und Ködnitzbach selbst drei Nebenflüsse auf, Tscheinitzbach, Stotzbach und Laperwitzbach haben je einen Zufluss. 

## Liste der Nebenflüsse
Die Tabelle enthält im Einzelnen folgende Informationen:
| GKZ:           | Die HZB-Nummer des Hydrographischen Zentralbüros, siehe Gewässernummerierungen in Österreich |
| Name:          | Name des Gewässers beginnend von der Quelle                                                  |
| Mündungsseite: | Orographische Seite der Einmündung                                                           |
| Einzugsgebiet: | Das Einzugsgebiet des Gewässers in Quadratkilometer.                                         |

| GKZ            | Name           | Mündungsseite | Einzugsgebiet |
| -------------- | -------------- | ------------- | ------------- |
| 2-374-64-66-2  | Laperwitzbach  | links         | 7,4 km²       |
| 2-374-64-66-4  | Stotzbach      | rechts        | 5,2 km²       |
| 2-374-64-66-6  | Fruschnitzbach | links         | 2,9 km²       |
| 2-374-64-66-8  | Rumesoibach    | links         | 1,6 km²       |
| 2-374-64-66-10 | Muntanitzbach  | rechts        | 1,8 km²       |
| 2-374-64-66-12 | Gradötzbach    | rechts        | 1,4 km²       |
| 2-374-64-66-14 | Mitterlingbach | rechts        | 3,2 km²       |
| 2-374-64-66-16 | Teischnitzbach | links         | 14,0 km²      |
| 2-374-64-66-18 | Burger Bach    | links         | 2,7 km²       |
| 2-374-64-66-20 | Ködnitzbach    | links         | 29,5 km²      |
| 2-374-64-66-22 | Raseggbach     | rechts        | 5,1 km²       |
| 2-374-64-66-24 | Lesachbach     | links         | 25,7 km²      |
| 2-374-64-26-26 | Fallwindesbach | links         | 2,8 km²       |
| 2-374-64-26-28 | Janisalmbach   | rechts        | 2,1 km²       |
| 2-374-64-26-30 | Staniskabach   | links         | 8,3 km²       |
| 2-374-64-26-32 | Leportenbach   | links         | 2,6 km²       |